# Toila
Toila es un pequeño borough (alevik) en el condado de Ida-Viru, al noreste de Estonia. Se encuentra a unos 10 km (6 mi) al noreste de la ciudad de Jõhvi, en la costa de la bahía de Narva (parte del golfo de Finlandia). Toila es el centro administrativo de la parroquia de Toila. Según el censo de 2011, la población del asentamiento era de 780 habitantes, de los cuales 628 eran de etnia estonia (80.5%). Se encuentra cerca de la carretera E20 que une Tallin con San Petersburgo.

## Historia

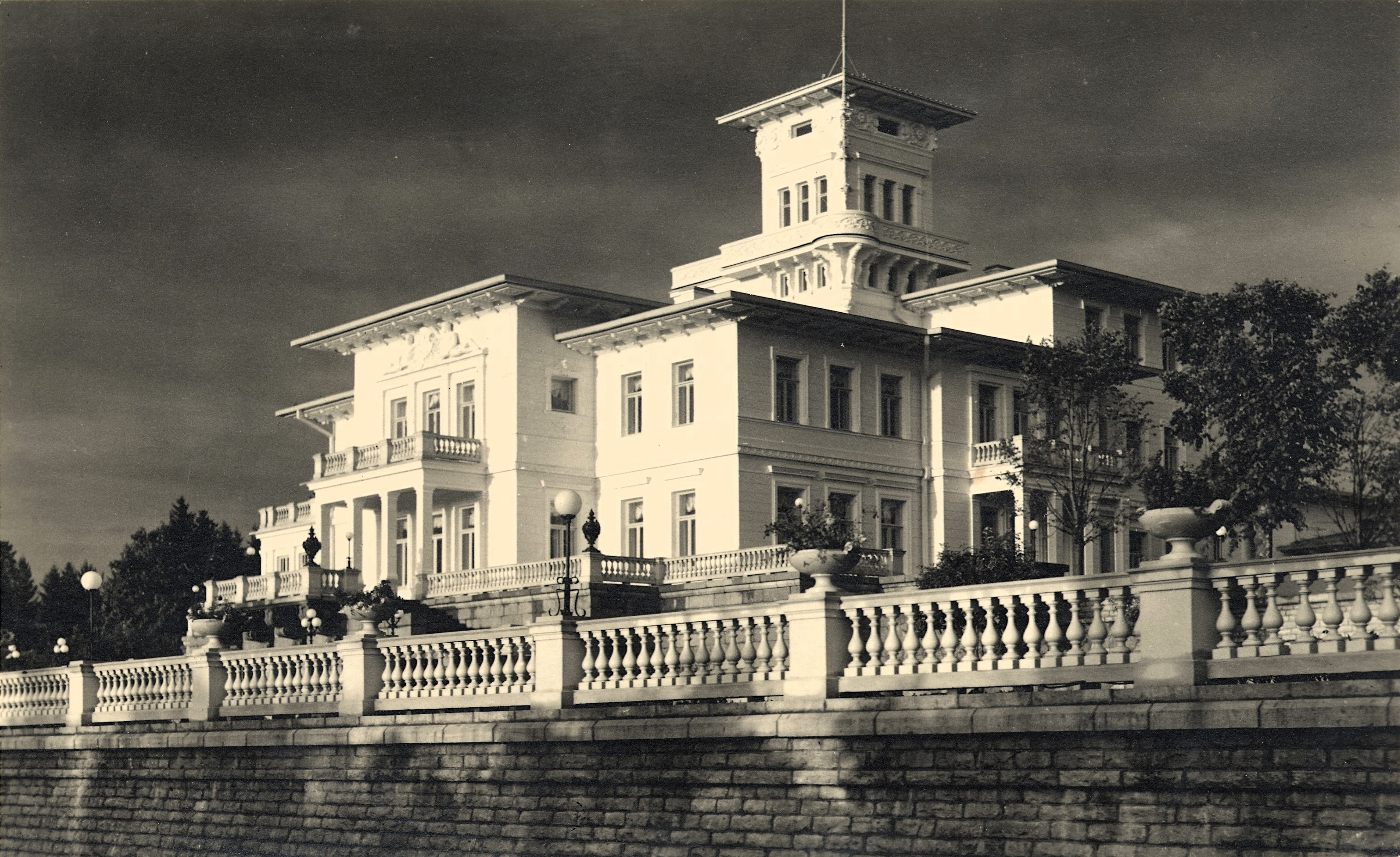
Palacio de Oru

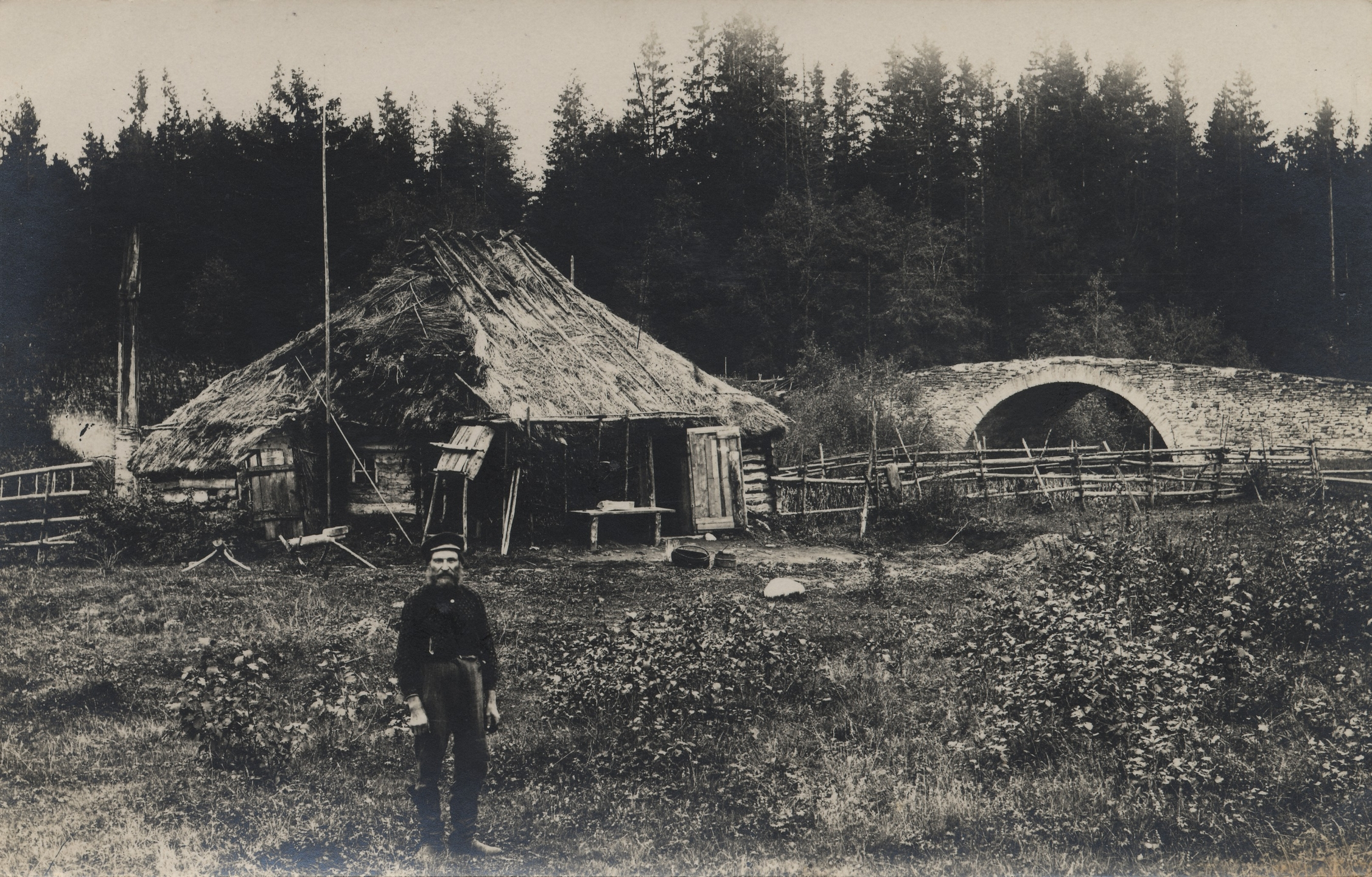
Asentamientos cerca de Toila durante la década de 1920

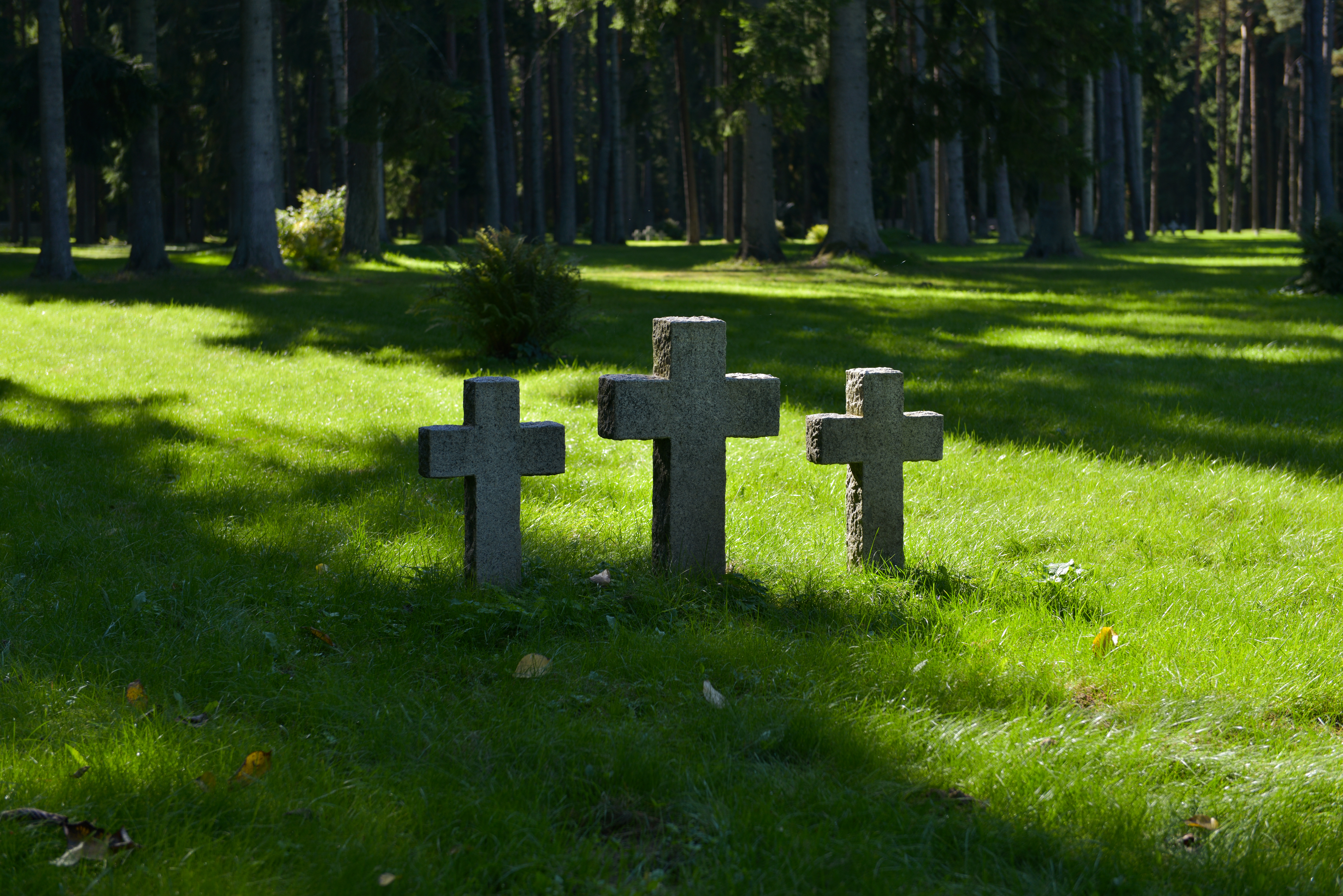
Cementerio de Toila

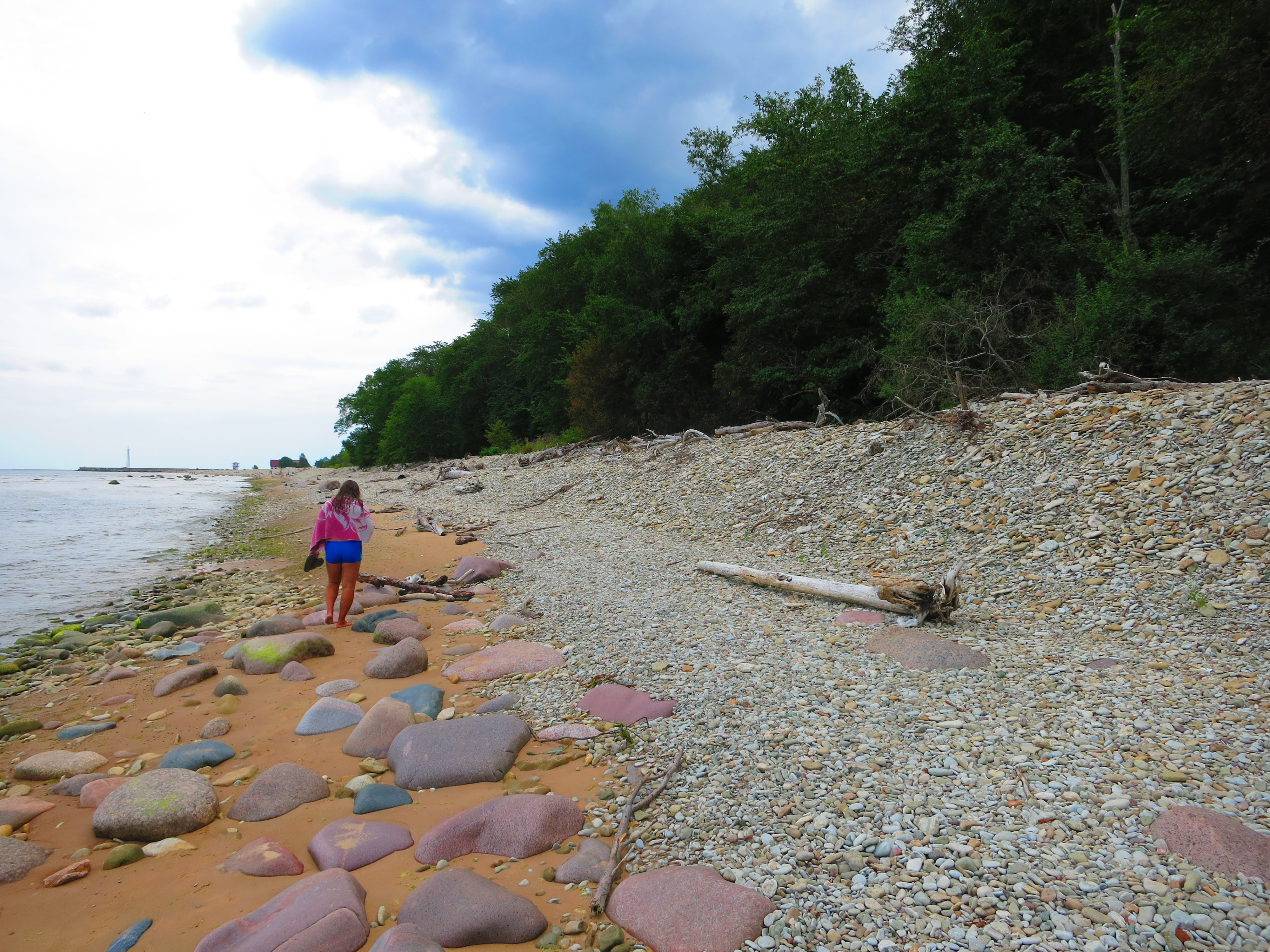
Playa de Toila

La existencia de un antiguo asentamiento en Toila se sugiere por un bosque sagrado (hiisi) en un alto acantilado costero, que ofrece manantiales a lo largo del río Pühajõgi, y una piedra de ofrendas en el Parque Oru. La tumba de tarand más antigua encontrada en Virumaa se encuentra junto al actual cementerio de Toila. Los entierros allí tuvieron lugar en dos períodos: siglos II-IV y VII-VIII d. C.
El primer registro escrito sobre la zona de Toila, en el Liber Census Daniæ, menciona a la vecina Pühajõe como una pequeña aldea de 6 hides. En 1426, se mencionó por primera vez la vecina aldea de Kärilõpe (actual Altküla). En 1547, el emplazamiento de la actual Toila se mencionó como Männiku, donde se encontraba una mansión señorial.
Durante la Gran Guerra del Norte, el general de caballería ruso Boris Sheremetev construyó reductos alrededor de Pühajõgi para impedir que Carlos XII se acercara a la batalla de Narva.
Toila como lugar de veraneo se descubrió a mediados del siglo XIX. Las primeras decenas de casas de veraneo se construyeron en la década de 1870. En la segunda mitad del siglo, se construyó un puerto en el estuario del río Pühajõgi. Entre los lugareños, se lo conoció como el "Muelle del Rey" (Kuninga muul). En 1914, el número de veraneantes superó los mil, mientras que el de residentes rondaba los 500. Tras la Primera Guerra Mundial, el número de veraneantes rusos disminuyó drásticamente y Toila fue utilizado solo por unos pocos cientos, en su mayoría intelectuales estonios.
A finales del siglo XIX, el comerciante ruso Grigory Yeliseyev (propietario de una tienda en la avenida Nevsky de San Petersburgo) compró terrenos para su nueva residencia de verano en Toila. Se construyó un palacio de estilo renacentista italiano, diseñado por Gavriil Baranovsky, y un gran parque diseñado por Georg Kuphaldt. Tras ser expropiado a su propietario ruso, entre 1934 y 1940, el palacio, conocido como Palacio Oru (en el vecino pueblo de Pühajõe), fue la residencia de verano del primer presidente estonio, Konstantin Päts.  El palacio fue destruido durante la Segunda Guerra Mundial.